# Hermann Wildpret

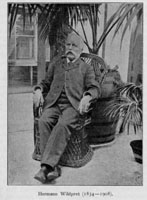
Hermann Wildpret (1834–1908)

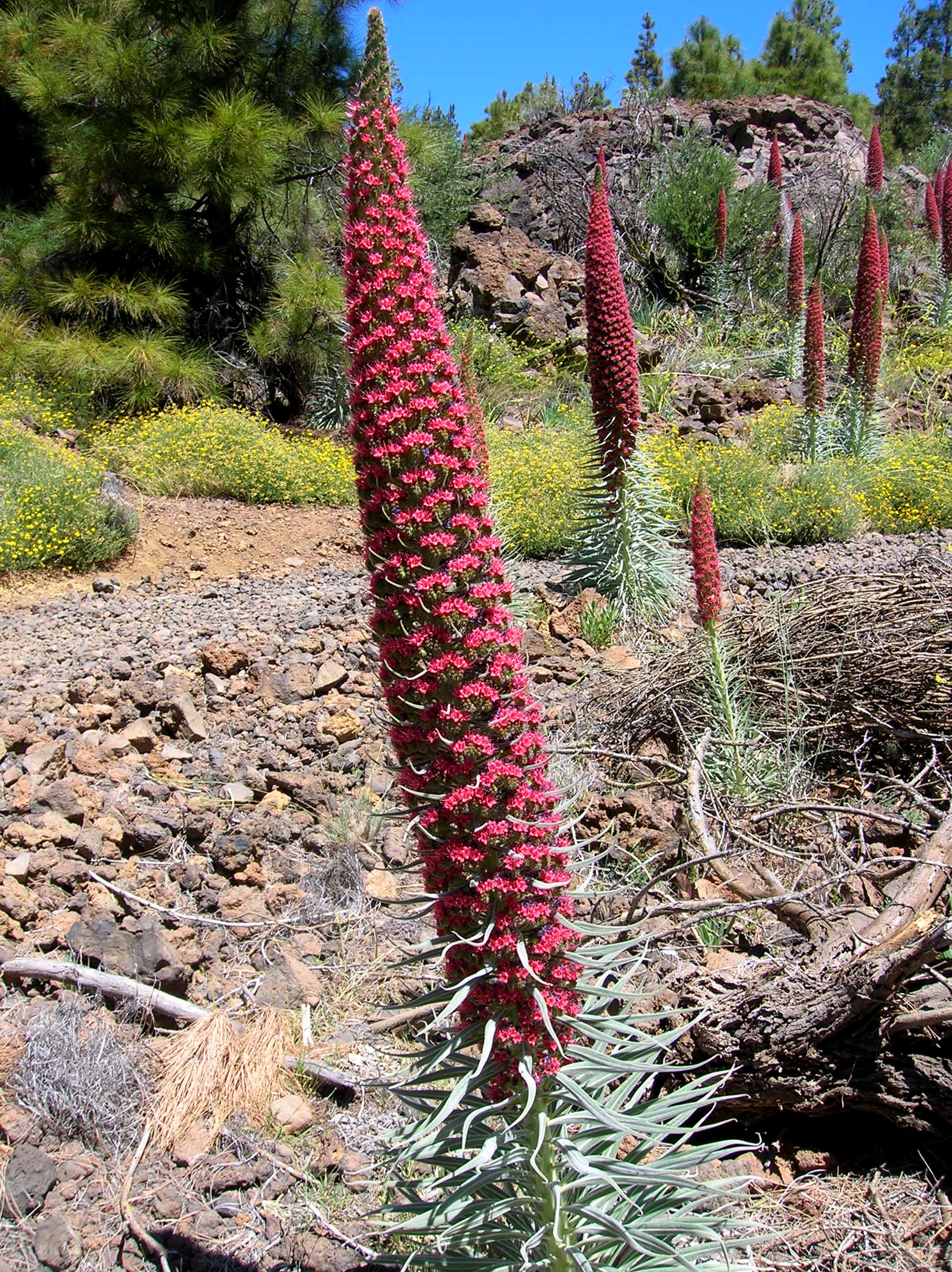
Teide-Natternkopf, synonym: „Wildprets Natternkopf“ (botanisch: Echium wildpretii) im Teide Nationalpark auf Teneriffa

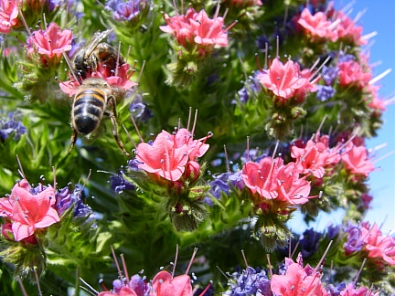
Teide-Natternkopf, synonym: „Wildprets Natternkopf“ (botanisch: Echium wildpretii) -Detail

Hermann Wildpret, eigentlich Hermann Josef Wildpret, fälschlich auch German Wildpret (* 5. Oktober 1834 in Warmbach (Rheinfelden), Großherzogtum Baden; † 19. Dezember 1908 in Santa Cruz, Teneriffa, Königreich Spanien) war ein Schweizer Gärtner und Botaniker.

## Leben
Hermann Wildpret wurde am 5. Oktober 1834 als Sohn von Josef Wildpret in dem damals kleinen Fischerdorf Warmbach am deutschen Ufer des Hochrheins, heute ein Ortsteil von Rheinfelden in Baden, geboren. Sein Vater stammte aus dem gegenüber liegenden schweizerischen Rheinfelden und war, obwohl Schweizer Staatsbürger, zu dieser Zeit Wirt des Gasthauses „Hirsch“ in Warmbach. Nach Berufsausbildung und Gesellenjahren in der Schweiz (Stationen: Stift Olsberg, Lehre in Aarau, Gesellenjahre in Zürich) und Frankreich (Besançon), ab 1856 zunächst als angestellter Gärtner in Santa Cruz auf Teneriffa tätig, dann machte er sich dort als Gartengestalter und Samenhändler selbständig. Die öffentlichen Grünanlagen in Santa Cruz, Villa de Orotava (z. B. der Garten des Humboldt-Kurhauses) und Puerto de la Cruz, entstanden durch seine Initiative und unter seiner Leitung, ebenso viele Privatgärten (z. B. 1899 der Garten des Hotels „Santa Catalina“ auf Las Palmas, Gran Canaria, mit einem – nicht erhaltenen – Drachenbaum).
Am 15. August 1860 übernahm er die Position als Obergärtner des berühmten Botanischen Gartens Jardin de Aclimatación de la Orotava (kurz auch Botánico genannt) bei Puerto de la Cruz auf Teneriffa (Kanarische Inseln).
Unter seiner Leitung (bis 1893) wurde die Pflanzenvielfalt im Botánico stark erweitert: Bei Antritt seiner Tätigkeit waren 220 Arten vorhanden, 1879 bereits 2486 Arten.
Der Botánico erlangte unter Wildpret in der Fachwelt Weltruf und wurde von zahlreichen Naturforschern besucht. Außer dem Pico del Teide ist nichts auf der Insel Teneriffa so oft und so ausführlich in zeitgenössischen Reisebeschreibungen beschrieben worden wie der Botánico. Als Wildprets Vorgesetzter jedoch von ihm verlangte, er solle doch die spanische Staatsangehörigkeit annehmen, weigerte Wildpret sich entrüstet und beendete 1894 die Anstellung. Er widmete sich nun der Unterstützung seiner Söhne, die im Zuge des damals aufkeimenden Kanaren-Tourismus ins Hotelgeschäft investierten, und hat so auch eine nicht unwichtige Bedeutung für die Entwicklungsgeschichte dieser Branche auf den Kanaren.
Wildpret hat über 5000 Pflanzenarten auf die Kanarischen Inseln importiert, andererseits viele einheimische Arten (zum Teil züchterisch bearbeitet) in die ganze Welt exportiert.
Er entdeckte und bestimmte viele endemische Pflanzen Teneriffas, z. B. den Kanarischen Hornklee (auch: Papageienschnabel; spanisch: Pico de Paloma; Lotus berthelotii). Diese Pflanze ist ein Beispiel der Verdrängung endemischer Arten durch Neophyten. Von ihr sind heute keine natürlichen Vorkommen mehr bekannt. Sie hat nur als Zierpflanze (Balkon-Hängepflanze) in Kultur überlebt.
Wildpret begleitete unter anderem im November 1866 den bekannten Naturforscher Ernst Haeckel bei dessen Exkursion auf den Pico del Teide, der ersten bekannten gelungenen Winterbesteigung dieses Berges. Nicolas Baudin hatte dies schon 1797 versucht, scheiterte aber aufgrund mangelhafter Ausrüstung; Wildpret hatte hingegen Nagelschuhe und einen Eispickel dabei.
Ein Urenkel von Hermann Wildpret, Wolfredo Wildpret de la Torre (* 1933), ist emeritierter Direktor des Departamento de Biología Vegetal an der Kanaren-Universität La Laguna.

## Ehrungen
Nach Wildpret ist die Pflanzengattung Wildpretina Kuntze aus der Familie der Enziangewächse (Gentianaceae) benannt, synonym Ixanthus (Aiton) Griseb. Einzige Art dieser monotypischen Gattung ist Ixanthus viscosus (Sm.) Griseb., der Kanarenenzian, der nur in den Lorbeerwäldern der westlichen Kanarischen Inseln vorkommt. 
Nach ihm sind auch mehrere Pflanzenarten benannt, unter anderem die Symbolpflanze Teneriffas, der beeindruckende Wildprets Natternkopf (Echium wildpretii), im Volksmund „Der Stolz Teneriffas“ (Orgullo de Tenerife) genannt.